# Суперкуп Белгије у фудбалу
Суперкуп Белгије у фудбалу (фр. Supercoupe de Belgique, хол. Belgische Super Cup) годишње је фудбалско такмичење које се одржава у Белгији између шампиона Прве лиге Белгије (који је и домаћин меча) и освајача Купа Белгије из претходне сезоне. Ако је исти тим освојио и Прву лигу Белгије и Куп Белгије, противник тог тима у мечу суперкупа ће бити финалиста Купа Белгије.
Најуспешнији тим Суперкупа Белгије је Клуб Бриж са чак 18 освојених титула. За њим следе Андерлехт (13 трофеја), Стандард Лијеж (4), те Генк, Беверен и Лирс са по два пехара. По један трофеј освојили су Гент, Варегем, Ројал Антверпен и Ројал Унион Сен Жил.
Суперкуп Белгије је основан 1979. године и од тада се редовно одржава једанпут сваке године. Изузеци су суперкупови из 1989. и 2020. када овај меч није одигран.
Освајач првог Суперкупа Белгије (одржан 1979. године) била је екипа Беверена.
Последњи Суперкуп Белгије одржан је 2025. године, а освојио га је Клуб Бриж, победивши Ројал Унион Сен Жил резултатом 2:1.
Историјски гледано, много више успеха у суперкупу имао је освајач Прве лиге Белгије у односу на победника Купа Белгије; освајач Купа Белгије славио је у суперкупу свега десет пута (последњи пут 2025. године).